# Tắc ruột
Tắc ruột là tình trạng tắc nghẽn cơ học hoặc cơ năng của ruột ngăn cản sự di chuyển bình thường của các sản phẩm tiêu hóa.  Cả ruột non và ruột già đều có thể bị ảnh hưởng.  Triệu chứng bao gồm đau bụng, nôn mửa, đầy hơi và mất nhu động ruột.  Tắc ruột cơ học là nguyên nhân của khoảng 5 đến 15% các trường hợp đau bụng dữ dội hoặc khởi phát đột ngột cần phải nhập viện.
Nguyên nhân gây tắc ruột bao gồm dính ruột, thoát vị, xoắn ruột, lạc nội mạch tử cung, bệnh viêm ruột, viêm ruột thừa, khối u, viêm túi thừa, thiếu máu cục bộ ruột, lao và lồng ruột.  Tắc ruột non thường là do dính ruột và thoát vị trong khi tắc ruột già thường gặp do khối u và xoắn ruột.  Chẩn đoán có thể dựa vào chụp X quang bụng không chuẩn bị; tuy nhiên, CT scan cho kết quả chính xác hơn. Siêu âm hoặc MRI hữu ích trong chẩn đoán tắc ruột ở trẻ em hoặc phụ nữ có thai.
Tắc ruột có thể được điều trị bảo tồn hoặc phẫu thuật.  Thông thường điều trị bằng truyền dịch tĩnh mạch, đặt ống sonde qua mũi vào dạ dày để giải áp lực cho ruột và giảm đau. Thuốc kháng sinh thường được sử dụng.  Trong tắc ruột non khoảng 25% trường hợp cần phẫu thuật.  Các biến chứng có thể bao gồm nhiễm trùng huyết, thiếu máu cục bộ ruột và thủng ruột.
Khoảng 3,2 triệu trường hợp tắc ruột xảy ra vào năm 2015 dẫn đến 264.000 ca tử vong.  Cả hai giới đều bị ảnh hưởng như nhau và tình trạng có thể xảy ra ở mọi lứa tuổi.  Tắc ruột đã được ghi nhận trong suốt lịch sử, với các trường hợp được nêu chi tiết trong Giấy cói Ebers năm 1550 TCN và bởi Hippocrates.